# Revue des études slaves
 (février 2009).
Si vous disposez d'ouvrages ou d'articles de référence ou si vous connaissez des sites web de qualité traitant du thème abordé ici, merci de compléter l'article en donnant les références utiles à sa vérifiabilité et en les liant à la section « Notes et références ».

La Revue des études slaves (RES) est une revue de sciences humaines et sociales, trimestrielle, publiée par l'Institut d'études slaves et le Centre d'études slaves (unité mixte de recherche Université Paris-Sorbonne – CNRS).

## Une revue internationale et multidisciplinaire
Fondée en 1921 par Antoine Meillet, Paul Boyer et André Mazon, la Revue des études slaves est actuellement dirigée par Catherine Depretto, entourée de Pierre Gonneau et Stéphane Viellard. La RES est l’outil indispensable de la slavistique française (elle publie notamment les communications de la délégation française au Congrès international des slavistes). Elle est aussi une revue internationale à laquelle collaborent de manière significative des slavistes du monde entier. Tout en maintenant sa vocation originelle, la philologie, l’histoire, la critique et l’histoire littéraires des pays slaves, elle s’est élargie à la linguistique moderne, l’anthropologie historique, l’ethnologie, l’histoire des idées, des littératures, des arts, des cultures et des religions. Le champ couvert est celui de « l’autre Europe », qui, en grande partie, a fait depuis 2004 son entrée dans l’Union européenne, et également du monde biélorusse, ukrainien et russe (et de ses extensions) avec lequel l’Europe redéfinit en permanence ses rapports.
Trimestrielle, la Revue des études slaves fait alterner des numéros thématiques consacrés à un pays, une période historique, un mouvement culturel, un auteur ou une œuvre, une question de linguistique, etc., et des numéros variés consacrés à la recherche actuelle. Aux études originales qu’elle publie, s’ajoutent des documents inédits, des « points sur la question », des témoignages et des recensions d’ouvrages. La sélection des articles est établie par la Rédaction de la Revue sur la base d’au moins deux rapports d’experts, selon les normes des revues scientifiques à Comité de rédaction internationaux.
Grâce à la translittération internationale du cyrillique et à la précision de son système de références bibliographiques, la RES, par ses critères scientifiques, son ouverture sur le monde moderne, sa large couverture des pays slaves, demeure l’un des organes indispensables à la compréhension de l’aire culturelle qu’elle étudie depuis neuf décennies.

## Classement
Comme nombre d'autres revues, le classement de la Revue des études slaves dans l'ERIH (European Reference Index for the Humanities), mis au point par la Fondation européenne de la science, et aussi par le classement de l'AERES de juillet 2008, a fait l'objet d'un certain nombre de critiques. En effet, malgré sa vocation transdisciplinaire et son rayonnement international, la revue n'a été classée, dans l'ERIH et par l'AERES, que dans la catégorie C, dans la section consacrée aux revues de linguistique. L'ERIH a cependant décidé, en janvier 2009, sous la protestation d'éditeurs d'une soixantaine de revues de sciences humaines et sociales, d'abandonner son classement par lettres (A, B et C).